# فريدا كلارا
فريدا كلارا (بالإيطالية: Clara Frida)‏ هي متزحلقة إيطالية، (تاريخ الولادة: 6 يناير 1909 – 1986 م، تاريخ الوفاة غير معروف) شاركت في الألعاب الأوليمبية الشتوية عام 1936 

## وصلات خارجية
- فريدا كلارا على موقع اللجنة الأولمبية الدولية (الإنجليزية)
- فريدا كلارا على موقع أوليمبيديا (الإنجليزية)